# Erlingr Skjálgsson
Erling Skjalgsson (?? - 1028) foi um líder político norueguês do final do século X e começo do século XI. Tradicionalmente, é visto como o maior defensor do sistema social tradicional da Noruega. Erling lutou pelos pequenos reinos autônomos tradicionais e o sistema þing, contra os reformistas da família Cabelo Belo.